# Suore scolastiche di Nostra Signora (Horažďovice)
Le Suore Scolastiche di Nostra Signora (in ceco Školské Sestry de Notre Dame-Horažďovice) sono un istituto religioso femminile di diritto pontificio.

## Storia
La congregazione si riallaccia direttamente a quella fondata nel 1833 a Neunburg vorm Wald da Karolina Gerhardinger.
Nel 1851 la Gerhardinger, su richiesta del parroco Gabriel Schneider, aprì una casa a Hyršov. Karl August von Reisach, arcivescovo di Monaco, concesse l'autonomia alla comunità, che divenne casa-madre delle suore scolastiche in Boemia: Jan Valerián Jirsík, vescovo di České Budějovice, approvò la congregazione il 15 agosto 1853 e Schneider ne divenne il direttore; la prima superiora generale fu Celestina Franz e nel 1854 la casa-madre fu trasferita a Horažďovice.
La filiale aperta a Kalocsa, in Ungheria, nel 1864 si rese autonoma dalla congregazione di Horažďovice, dando origine a un istituto autonomo.
La congregazione ottenne il pontificio decreto di lode il 16 aprile 1858 e le sue costituzioni ricevettero l'approvazione definitiva il 6 aprile 1909.
Nel 1910 le suore si stabilirono negli Stati Uniti d'America e, dopo la seconda guerra mondiale, a causa della situazione politica in Cecoslovacchia, la casa generalizia fu provvisoriamente fissata a Omaha.

## Attività e diffusione
Le suore si dedicano all'istruzione e all'educazione della gioventù, alla cura dei malati e alle opere sociali e missionarie.
Oltre che in Repubblica Ceca, sono presenti in Germania, Slovacchia e Stati Uniti d'America; la sede generalizia è a Hradec Králové.
Alla fine del 2015 l'istituto contava 233 religiose in 26 case.